# Pseudochazara tekkensis
Pseudochazara tekkensis är en fjärilsart som beskrevs av Rühl 1895. Pseudochazara tekkensis ingår i släktet Pseudochazara och familjen praktfjärilar. Inga underarter finns listade i Catalogue of Life.